# Golunda ellioti
Golunda ellioti is een knaagdier uit het geslacht Golunda dat voorkomt van Zuidoost-Iran tot Noordoost-India en Sri Lanka.
G. ellioti is een middelgrote rat met een korte staart en vrij korte oren. De vijfde vinger is relatief kort. De staart is dik, maar kan, afhankelijk van hoogte en seizoen, zowel lang als kort en zowel zacht als stekelig zijn. De bovenkant is grijsbruin tot zwart, de onderkant wit tot blauwgrijs. De voeten zijn wit tot bruin. De staart is van boven donker en van onder licht. De kop-romplengte bedraagt 97 tot 170 mm, de staartlengte 84 tot 131 mm en de achtervoetlengte 21 tot 28 mm. Vrouwtjes hebben vier paren van mammae.
Dit dier eet zaden, vruchten, jonge stekken en allerlei ander plantaardig materiaal. Nesten worden gemaakt van dode bladeren en gras. Het dier paart het hele jaar door; per worp worden er vier tot elf jongen geboren.
Exemplaren uit Gujarat zijn als een aparte ondersoort, G. e. gujerati, gezien omdat de buikvacht daar wit in plaats van grijs zou zijn, maar er komen witte exemplaren voor in andere delen van de verspreiding en grijze in de verspreiding van gujerati, zodat deze ondersoort niet langer erkend wordt.